# Rete tranviaria di Dessau
La rete tranviaria di Dessau è la rete tranviaria che serve la città tedesca di Dessau-Roßlau.

## Linee
- 1 Hauptbahnhof - Tempelhofer Straße
- 3 Hauptbahnhof - Junkerspark